# Жасыл Ел
«Жасыл ел» (каз. жасыл — зеленый, зелёная, каз. ел — страна) — организация, направленная на сезонное трудоустройство школьной, студенческой и безработной молодёжи, создание лесных массивов по всей стране, тем самым, улучшение экологической ситуации в Казахстане, формирование у молодёжи патриотизма к Родине и бережного отношения к богатствам родного края, организация интересного досуга для представителей всех слоев населения, реализуя экологические проекты.
Организация имеет филиалы во всех областях страны, городах Астана и Алматы.

## История
В своем Послании народу Казахстана от 18 февраля 2005 года Глава государства Н. А. Назарбаев впервые озвучил вопрос предоставления студентам в период каникул работы в стройотрядах по возведению жилья, развернуть программу озеленения страны «Жасыл ел» и привлечь студентов к этим благородным делам.
В целях реализации данной инициативы Постановлением Правительства Республики Казахстан № 632 от 25 июня 2005 года утверждена и широко развернута Программа «Жасыл ел»..
В рамках данной программы в 2005 году создался республиканский штаб молодёжных трудовых отрядов «Жасыл ел», который имеет развитую инфраструктуру в 16 регионах нашей страны.
С начала реализации Программы «Жасыл ел» привлечено свыше 250 тыс. бойцов. Данными бойцам молодёжных трудовых отрядов посажено 44,295 млн деревьев, обработано 148 992 га земли.
.
Традиционным стало проведение во всех регионах Казахстана республиканских акций, таких как «Моё именное дерево», «Подари родному городу дерево», «Зеленый сад — чистый город», «Чистый подъезд — чистый дом», «Марш парков», месячник леса и сада. Также ведется активная работа по восстановлению работы школьных лесничеств.
Помимо основной деятельности бойцы «Жасыл Ел» проявляют свою жизненную и общественную позицию, активно участвуя в республиканских, областных и общегородских мероприятиях. Вместе с тем, существует практика привлечения бойцов не только при сотрудничестве с вузами, но и через центры занятости и по размещению информации в СМИ. Таким образом, были охвачены все категории трудоспособной молодёжи. В каждой области численность бойцов варьировалась от 230 до 4000 человек.
Статистические данные по работе МТО «Жасыл ел» с 2005 по 2016 г.

| Год    | Кол-во посаженных деревьев (тыс.) | Обработанная площадь (га) | Привлеченные бойцы |
| ------ | --------------------------------- | ------------------------- | ------------------ |
| 2005 г | 5 000                             | 8 000                     | 28 000             |
| 2006 г | 11 000                            | 19 000                    | 32 000             |
| 2007 г | 9 000                             | 11 929                    | 20 409             |
| 2008 г | 9 800                             | 12 200                    | 21 000             |
| 2009 г | 2 043                             | 12 500                    | 22 478             |
| 2010 г | 4 700                             | 12 700                    | 15 630             |
| 2011 г | 993,639                           | 12 900                    | 12 000             |
| 2012 г | 1 010                             | 12 100                    | 35 500             |
| 2013 г | 464,6                             | 10 000                    | 16 989             |
| 2014 г | 105,412                           | 7 612                     | 13 580             |
| 2015 г | 69,663                            | 15 347                    | 24 015             |
| 2016 г | 109,390                           | 14 704                    | 18 010             |
| ВСЕГО  | 44 295,704                        | 148 992                   | 259 611            |

## Идеология

### Миссия организации
Приобщить юное поколение к созидательному труду на благо Родины, трудоустройство молодёжи, благоустройство и озеленение населенных пунктов, увеличение лесистости территории с вовлечением молодёжи в данные процессы

### Направления деятельности
Основными целями и задачами деятельности организации согласно Уставу являются:
- Руководство и организация эффективного функционирования молодёжных трудовых отрядов;

- Поиск и организация необходимых условий для деятельности молодёжных трудовых отрядов;

- Повышение занятости молодёжи;

- Создание условий для трудоустройства на временную, сезонную или постоянную работу граждан РК в возрасте от 16 до 29 лет в организации, не зависимо от форм собственности

- Удовлетворение потребностей молодёжи в трудоустройстве;

- Защита прав трудящейся молодёжи;

- Оказание методической помощи учебным заведениям и непосредственно трудовым отрядам;

- Благоустройство территорий, озеленение, высадка деревьев и зеленых насаждений;

- Содействие в защите прав и законных интересов молодёжных трудовых отрядов

## Прорывные проекты

### «Жас отандықтар» по восстановлению пострадавших от наводнения районов
15 апреля 2010 года, в селе Кызыл — Агаш, Аксуского района, Алматинской области, был дан старт трудового сезона сводного молодёжного трудового отряда «Жас Отандықтар». Для проведения работ по восстановлению пострадавших от наводнения населенных пунктов, на территории Аксуского района, Алматинской области, при поддержке Министерства образования и науки Республики Казахстан, по инициативе молодёжного крыла «Жас Отан» НДП «Нур Отан» и Республиканского штаба молодёжных трудовых отрядов «Жасыл ел», создан сводный молодёжный трудовой отряд — «Жас Отандықтар». Бойцы молодёжных трудовых отрядов «Жасыл ел», оказывали свою посильную помощь в восстановлении разрушенных домов, благоустройстве территорий.

### «Расцвет Села — Расцвет Казахстана»
28 мая 2010 года на площади перед областным акиматом г. Актобе был дан старт грандиозному и беспрецедентному марафону-эстафете «Расцвет села — расцвет Казахстана». Открытие широкомасштабной акции, инициированной молодёжью Актюбинской области было подхвачено юношами и девушками других регионов. Эта инициатива стала свидетельством патриотического порыва молодёжи всей страны.
18 марта 2011 года был дан старт второму сезону работ в рамках марафона «Расцвет села — расцвет Казахстана». Второй этап молодёжного марафона — эстафета проводился под девизом «20 ударных трудовых недель к 20-летию Независимости Республики Казахстан» с целью формирования стремления молодёжи Республики Казахстан приносить пользу своей стране, повышения гражданского самосознания, основанное на любви к Родине.
Участниками марафона-эстафеты стали учащиеся 8 — 11 классов средних общеобразовательных школ, профессиональных лицеев, колледжей и ВУЗов области и трудовые коллективы. Общее количество составило более 300 тысяч человек..
Участники марафон — эстафеты занимались благоустройством территорий населенных пунктов, сел, городов и пригородных зон:
- очистка и благоустройство территории села, города;
- очистка и благоустройство территории прилегающей к учебным заведениям;
- посадка и уход за зеленными насаждениями;
- обрезка деревьев и кустарников, благоустройство придорожной инфраструктуры;
- разбивка цветников и уход за ними, санитарная очистка скверов и парков;
- покраска и побелка декоративных ограждений улиц, столбов, малых архитектурных сооружений и т. д.
- очистка стихийных свалок и благоустройство водоёмов;
- сооружение и благоустройство открытых дворовых спортивных площадок и школьных стадионов.

### «Зеленый десант»
В 2010 году в Восточно-Казахстанской области стартовала экологическая экспедиция «Зелёный десант», организованная активистами молодёжных трудовых отрядов «Жасыл ел», Министерством образования и науки Республики Казахстан! Мероприятие проходило в поддержку общественной инициативы «Мы одна команда» и «В команде Президента за сильный Казахстан» и была приурочена к Международному дню молодёжи.
«Лето — сезон отпусков, все выбираются на пляжи, к рекам, но, к сожалению, не все отдыхающие умеют вести себя на природе. Очень часто на стоянках остаются отходы, и не многие знают, что оставленный в лесу простой полиэтиленовый пакет будет разлагаться десятилетиями и нанесёт огромный ущерб экосистеме леса! Мы — одной дружной, сплоченной командой, поставили специальные таблички с подробной инструкцией о том, как правильно утилизировать отходы и тушить за собой костры. Думаем, что это принесет большую пользу нашей стране!» — уверены жасылелевцы.
Бойцы отрядов «Жасыл ел» со всего Казахстана на катамаранах сплавились по реке Уба. За 7 дней пути вдоль русла реки жасылелевцы изучили прибрежные леса, взяли образцы почвы и воды, исследовали деревья и растения, оценили текущую экологическую ситуацию..

## Ежегодные акции

### «Зеленый сад — чистый город!»
Чистота и санитарное состояние садов и палисадников — один из функциональных и эстетических моментов внешнего облика дома.
Целью акции является привлечение внимания жителей городов к проблемам чистоты и озеленения садов и палисадников, прилегающих к больницам, детским садам, домам интернатам, многоквартирным домам территорий.
Задачи данной акции:
- посадка деревьев, разбивка цветников и клумб;
- привлечение жителей городов к работам по благоустройству садов и палисадников многоквартирных домов;
- оказание помощи в благоустройстве и озеленении территорий, прилегающих к детским садам, домам-интернатам, больницам.

### «Марш парков»
Одним из значимых показателей качества окружающей среды и градостроительного планирования является чистота и санитарное состояние территорий парков.
Зеленые насаждения не только формируют архитектурно-художественный облик населенных пунктов, но и являются естественной зоной рекреации, поэтому чистота и санитарное состояние зеленых полос в черте города, вносят большой вклад в снижение негативного воздействия от
антропогенной деятельности. Цель акции является привлечение общественности к проблемам чистоты и санитарного состояния парков. Мы призываем всех жителей регионов, радеющих за чистоту родного края, проявить своё гражданское самосознание.
Задачи данной акции:
- улучшение содержания и поддержание чистоты городских и областных парков;
- привлечение жителей городов к работам по благоустройству;
- создание комфортного жизненного пространства для жителей областных и городских центров;
- систематизация мер по очистке парков и территорий, увеличение количества очищенных от загрязнения территорий парков, а также улучшение состояния существующих парков;
- доведение территории общего пользования, парков, скверов до соответствия требованиям санитарного состояния.

### «Мое именное дерево»
В условиях городской застройки роль растительного покрова вообще и древесной растительности в частности, при формировании микроклимата «каменных джунглей», приобретает особое значение. Так, на территории учебных заведений пришкольный участок является необходимым подразделением, он решает задачи образовательного и воспитательного направлений, позволяя сформировать основы экологической культуры, навыки экологически ответственного поведения путём непосредственного контакта с миром природы.
Акция «Мое именное дерево» направлена на озеленение пришкольных участков силами учащихся.
Цель акции — посадка именных деревьев, которая даст возможность каждому учащемуся внести свой вклад в озеленение родной школы.
Задачи данной акции:
- привлечение школьников к озеленительным работам, озеленение пришкольных участков;
- формирование у учащихся практических умений по выращиванию деревьев, уходу за деревьями;
- развитие преемственности поколений в учебных заведениях, посадка выпускниками деревьев на территории своего учебного заведения и передача их первоклассникам;
- пропаганда республиканской программы «Жасыл ел»;

### «Подари родному городу дерево»
Озеленение территории городов и районов является важнейшим средством для улучшения экологической среды. Зеленые насаждения не только повышают эстетический облик городских и областных центров, но и оказывают благоприятное воздействие на микроклимат регионов, служат источником кислорода и фитонцидов, образуют фильтрующую среду, очищают воздух и способствуют повышению его влажности, а также значительно снижают уровень шумовых воздействий.
Экологическая акция «Подари родному городу дерево» направлена на призыв всех неравнодушных жителей городов внести свой вклад в озеленение родного края.
Цель акции — озеленение городов Казахстана силами жителей.
Задачи данной акции:
- формирование у жителей городов чувства сопричастности, личной ответственности и бережного отношения к зелёным насаждениям;
- пропаганда озеленения городов Казахстана;
- посадка деревьев на территории города или района силами государственных органов и жителей городов, представителями разных возрастных категорий; — создание комфортного жизненного пространства для жителей областных и городских центров;
- формирование у жителей любви к родному краю.

### «Чистый подъезд — чистый дом!»
Содержание территории общего пользования определяется конструктивными, архитектурными и иными особенностями многоквартирного дома. Содержание может включать в себя осмотр общедомового имущества, освещение мест общего пользования, уборку общих помещений, сбор и вывоз мусора, соблюдение мер пожарной безопасности, озеленение и другие услуги.
Как прихожая — это лицо квартиры, так подъезд — это лицо всех жителей дома.
Цель акции является привлечение общественности к проблемам чистоты и санитарного состояния подъездов и домов.
Задачи данной акции:
- пропаганда республиканской программы «Жасыл ел»;
- уборка подъездов, покраска лестничных площадок, побелка стен;
- улучшение технического и санитарного состояния общежитий, обветшалых домов, детских площадок, школ интернатного типа, домов престарелых.
- пропаганда поддержания чистоты подъездов и домов;
- улучшение содержания жилого фонда и придомовых территорий;
- привлечение жителей к работам по благоустройству;
- создание комфортного жизненного пространства для жителей домов.